# Oudon
Pour les articles homonymes, voir Oudon (homonymie).

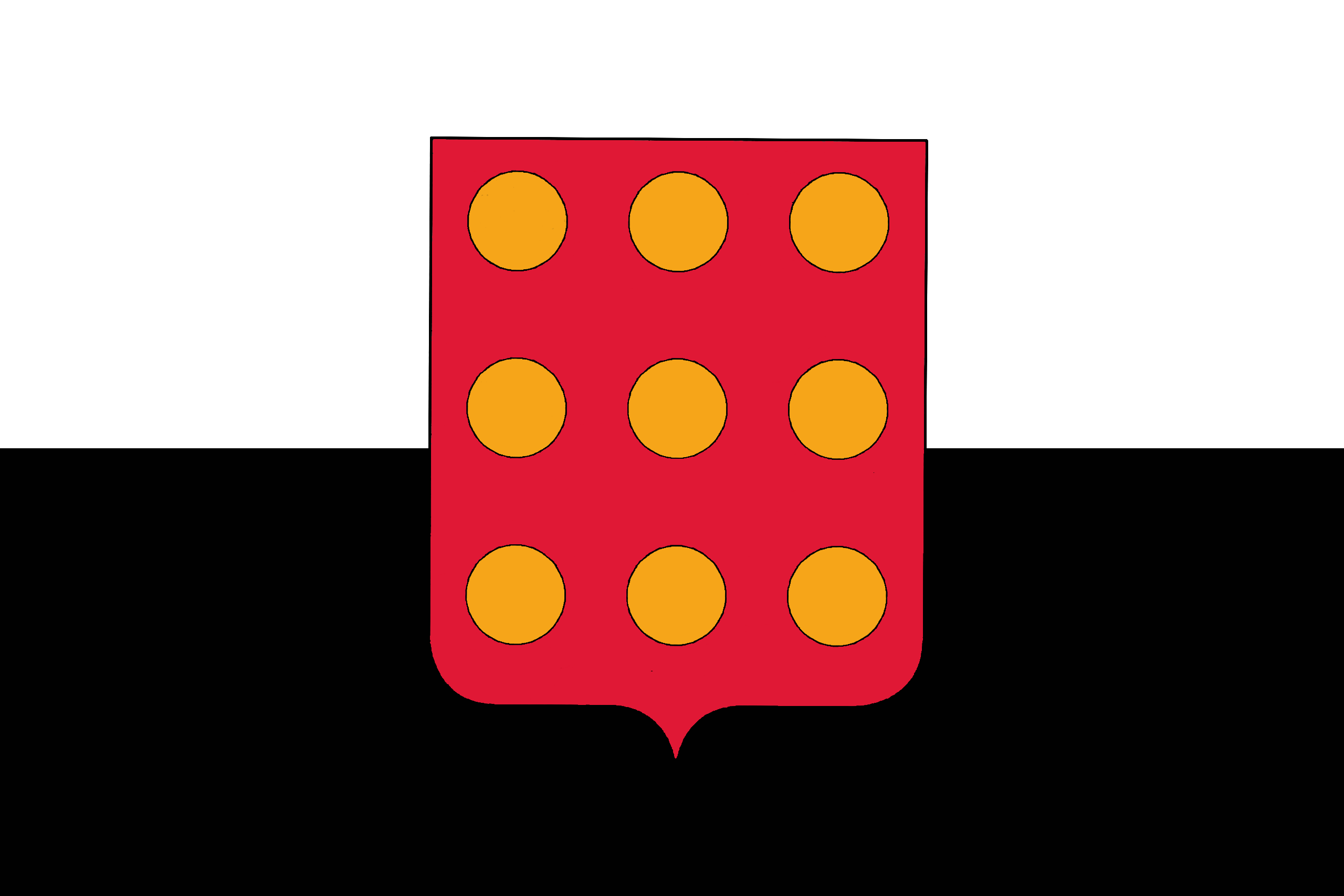
Drapeau flottant au dessus du château. On y retrouve le blason ainsi que les couleurs du duché de Bretagne.

Oudon est une commune de l'Ouest de la France, située dans le département de la Loire-Atlantique, en région Pays de la Loire. Elle est une des places fortes de l'ancienne marche de Bretagne.

## Géographie

Situation de la commune d'Oudon dans le département de la Loire-Atlantique.

### Situation
Oudon est situé sur la rive nord de la Loire, à 10 km à l'ouest d'Ancenis (commune nouvelle d'Ancenis-Saint-Géréon) et 29 km à l'est de Nantes.
|            | Couffé                      |                      |
| Le Cellier | Oudon                       | Ancenis-Saint-Géréon |
|            | Orée d'Anjou Maine-et-Loire |                      |

### Géographie physique
Comme Champtoceaux qui lui fait face, Oudon est situé sur les coteaux de schiste et de gneiss du Massif armoricain, qui barrent à cet endroit la route de la vallée de la Loire.
Le lit majeur du fleuve est ainsi réduit à une largeur de moins d'un kilomètre dans un relief encaissé, situation que la Loire n'a plus subie depuis qu'elle a quitté le Massif Central.
Cette zone fluviale présente une grande variété de paysages, allant des grèves de sable visibles à l'étiage, aux coteaux abrupts, secs et rocheux, en passant par les boires, prairies inondables et les reliquats de la forêt alluviale originelle.
Derrière la crête du coteau qui s'élève jusqu'à 60–70 m, on trouve un bocage de chênes et de frênes comme dans tout le pays d'Ancenis, au nord d'Oudon.
Le relief est aussi marqué par la vallée du Hâvre, elle-même très encaissée. Elle descend du nord de la commune jusqu'à la Loire et le bourg est situé au point de confluence.
La vallée de la Loire et la vallée du Hâvre sont aujourd'hui retenues au titre du réseau Natura 2000, en raison de leur grande richesse et fragilité écologique.

### Climat
Pour des articles plus généraux, voir Climat des Pays de la Loire et Climat de la Loire-Atlantique.
En 2010, le climat de la commune est de type climat océanique altéré, selon une étude du CNRS s'appuyant sur une série de données couvrant la période 1971-2000. En 2020, Météo-France publie une typologie des climats de la France métropolitaine dans laquelle la commune est exposée à un climat océanique et est dans la région climatique  Bretagne orientale et méridionale, Pays nantais, Vendée, caractérisée par une faible pluviométrie en été et une bonne insolation.
Pour la période 1971-2000, la température annuelle moyenne est de 11,9 °C, avec une amplitude thermique annuelle de 13,6 °C. Le cumul annuel moyen de précipitations est de 777 mm, avec 12,2 jours de précipitations en janvier et 5,6 jours en juillet. Pour la période 1991-2020, la température moyenne annuelle observée sur la station météorologique de Météo-France la plus proche, sur la commune de Nort-sur-Erdre à 19 km à vol d'oiseau, est de 12,4 °C et le cumul annuel moyen de précipitations est de 760,4 mm,. Pour l'avenir, les paramètres climatiques de la commune estimés pour 2050 selon différents scénarios d'émission de gaz à effet de serre sont consultables sur un site dédié publié par Météo-France en novembre 2022.

## Urbanisme

### Typologie
Au 1er janvier 2024, Oudon est catégorisée commune rurale à habitat dispersé, selon la nouvelle grille communale de densité à sept niveaux définie par l'Insee en 2022.
Elle est située hors unité urbaine. Par ailleurs la commune fait partie de l'aire d'attraction de Nantes, dont elle est une commune de la couronne,. Cette aire, qui regroupe 116 communes, est catégorisée dans les aires de 700 000 habitants ou plus (hors Paris),.

### Occupation des sols
L'occupation des sols de la commune, telle qu'elle ressort de la base de données européenne d’occupation biophysique des sols Corine Land Cover (CLC), est marquée par l'importance des territoires agricoles (72,5 % en 2018), une proportion identique à celle de 1990 (72,5 %). La répartition détaillée en 2018 est la suivante : 
prairies (26,3 %), zones agricoles hétérogènes (24,3 %), terres arables (14,7 %), forêts (11,2 %), eaux continentales (8,1 %), cultures permanentes (7,2 %), zones urbanisées (6,9 %), espaces ouverts, sans ou avec peu de végétation (1,2 %), milieux à végétation arbustive et/ou herbacée (0,1 %). L'évolution de l’occupation des sols de la commune et de ses infrastructures peut être observée sur les différentes représentations cartographiques du territoire : la carte de Cassini (XVIIIe siècle), la carte d'état-major (1820-1866) et les cartes ou photos aériennes de l'IGN pour la période actuelle (1950 à aujourd'hui).

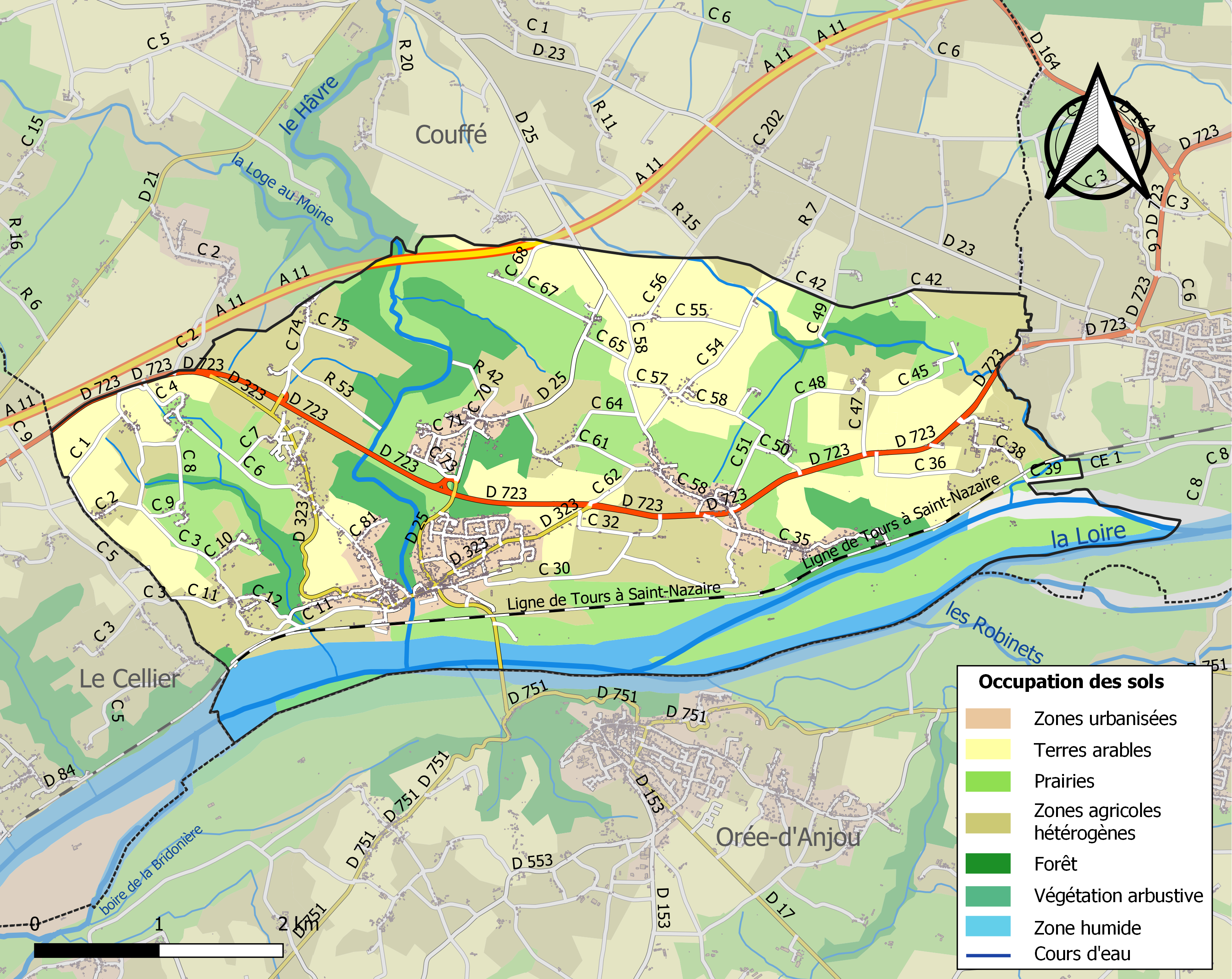
Carte des infrastructures et de l'occupation des sols de la commune en 2018 (CLC).

## Toponymie
Le nom de la localité est attesté sous les formes Uldo en 1038, Udon en 1278.
Oudon tiendrait son nom de la rivière qui traverse la commune, le Hâvre, anciennement Vld en latin (prononciation Ould) décliné en Ouldo, Odonium, Uldonium.

## Histoire
Les traces d'une occupation humaine ancienne sont attestées par le menhir de la Pierre blanche et la découverte de deux pirogues monoxyles en 1993 et 1994 sur les berges et un banc de sable de la Loire. La première des deux a été datée entre -2138 et - 1747.
Au lieu-dit le Pont-Noyer, la voie romaine Orléans-Tours-Nantes-Brest franchissait le Hâvre (à proximité immédiate du franchissement actuel par l'autoroute A11). Selon Albert-le-Grand, « vers l'an 368, sous l'épiscopat d'Arisius évêque de Nantes, une église paroissiale fut édifiée par ses soins à Oudon ».
En 846, Nominoë, souverain de Bretagne, aurait bâti un premier château à Oudon.
L'acte de fondation du prieuré de Chasteau-Ceaulx (Champtoceaux), daté de 1038, nomme explicitement trois seigneurs d'Oudon — Amauricus de Odonio, Radulfus de Odonio, Johannes de Uldono — et fait référence à un château sur les rives de la Loire et du Hâvre. Le 27 septembre 1137, Guillaume, seigneur d'Oudon, fait don, en présence de Brice évêque de Nantes, à l'abbaye de Saint-Aubin d'Angers de l'église paroissiale et d'un terrain pour y fonder un prieuré, le prieuré Saint-Benoît, sur une colline surplombant le Hâvre, connue depuis sous le nom de côte Saint-Aubin. Vers 1140, Geoffroy (ou Gaufrid), frère de Guillaume d'Oudon, grièvement blessé à Champtoceaux dans l'armée du comte d'Anjou et sentant sa fin venir demanda à prendre l'habit de moine en échange de quoi il offrait aux moines d'Oudon un moulin sur la Loire, une pêcherie, un complant de vigne et tous ses prés de Vieille Cour.

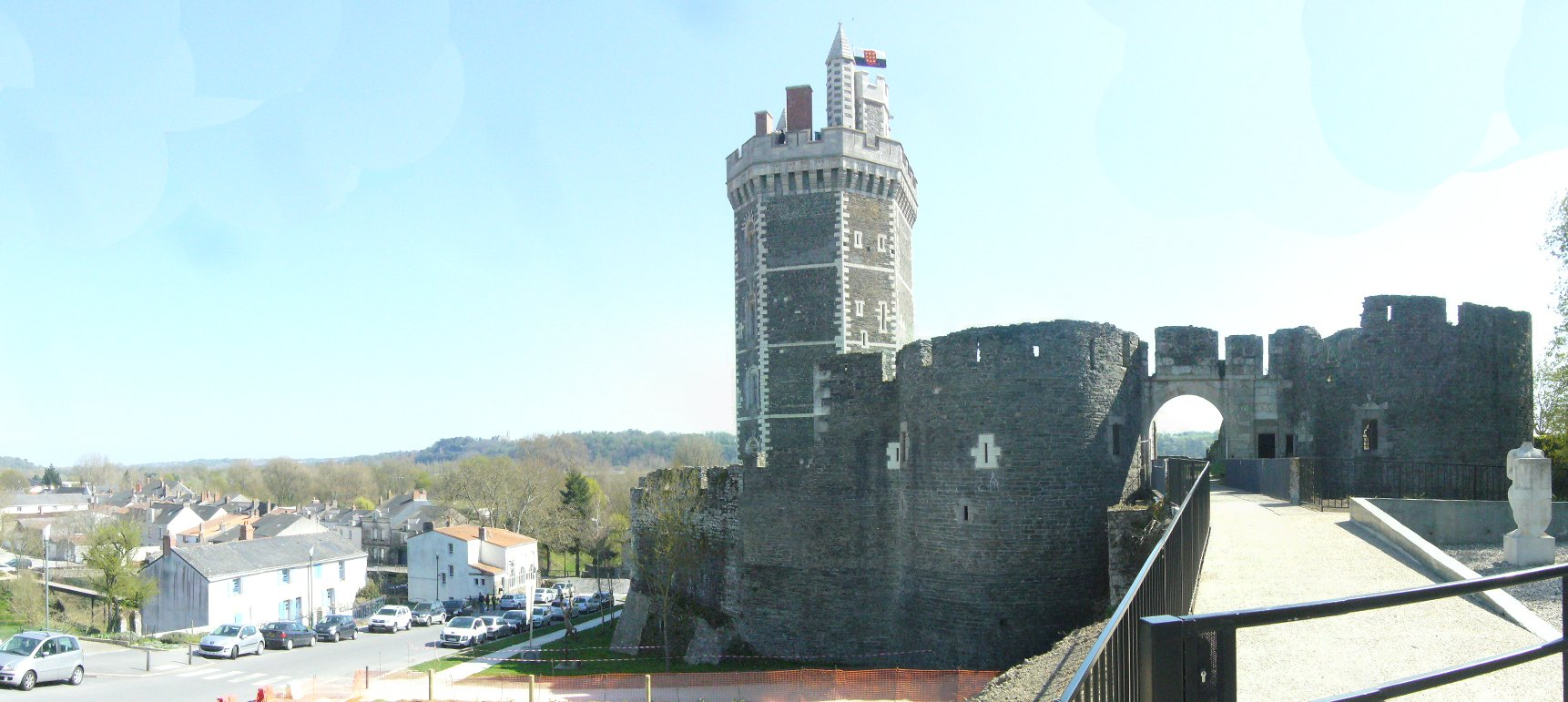
Château d'Oudon.

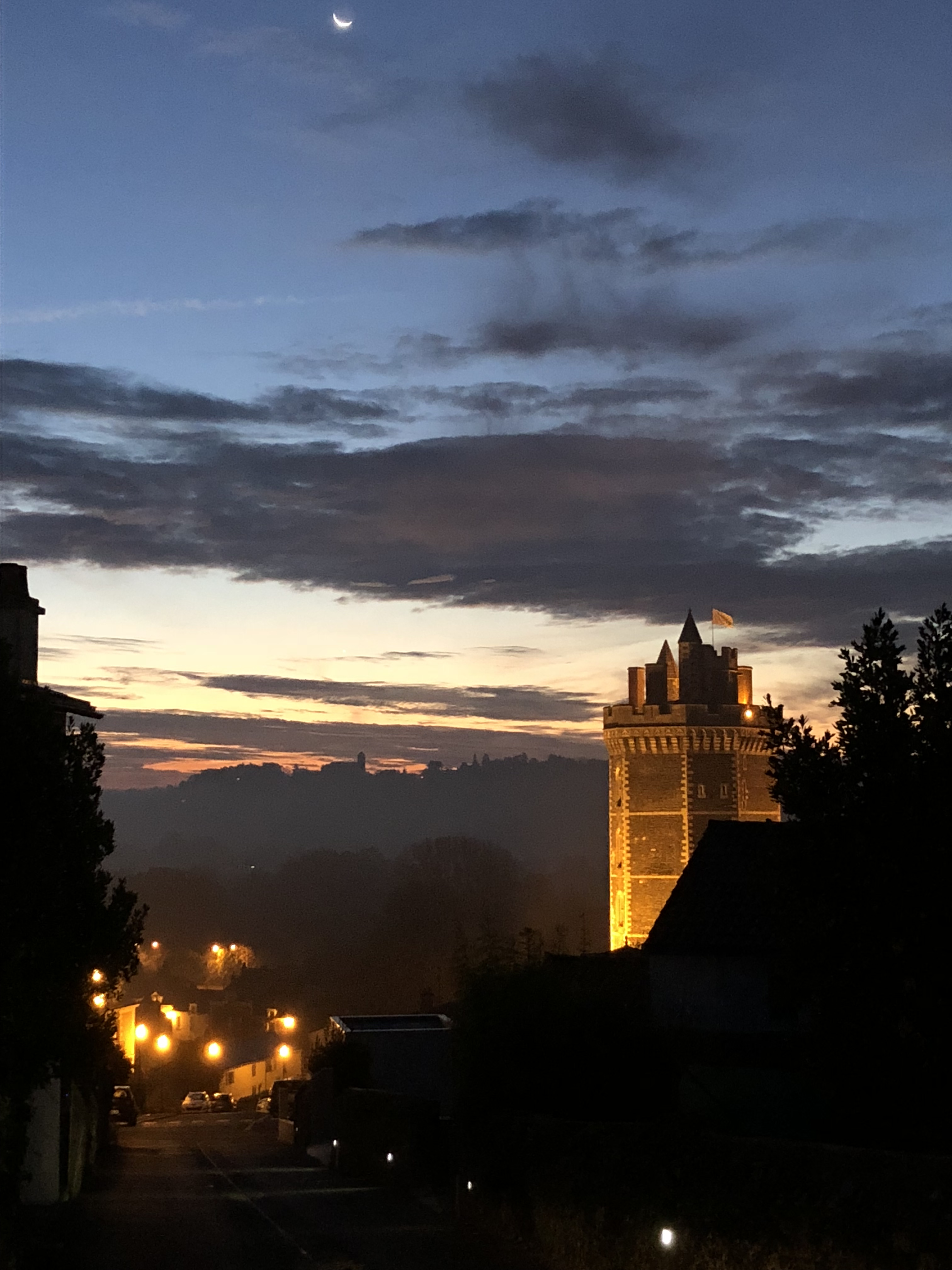
La Tour d'Oudon, donjon, Loire Atlantique, Vallée de la Loire.

Par sa position et son château, Oudon était une importante pièce défensive de la marche de Bretagne, faisant face à la citadelle de Champtoceaux en Anjou, le château contrôlait le trafic fluvial et avec celui d'Ancenis, verrouillait le passage vers Nantes. Oudon, comme Ancenis est ainsi plusieurs fois assiégé : notamment en 1174 par Henri II Plantagenêt, en 1214 par Jean sans Terre et en 1230 et 1234 par Louis IX .
La seigneurie d'Oudon passe à une branche cadette la maison de Châteaugiron par l'union d'Amice fille et héritière de Geoffroi seigneur de Beaumortier et d'Oudon et de Béatrice de Vritz avec Galéran II de Châteaugiron (mort après 1298) seigneur d'Amanlis. Leur lignée perdure jusqu'aux frères Jean et Julien qui sont dépossédés par le roi François Ier en 1526 pour brigandage et fausse monnaie.
Dans le cadre du duché de Bretagne, la paroisse est située dans le diocèse de Nantes, plus précisément dans le Pays nantais, pays historique de Bretagne. Le 5 avril 1789, les habitants, sous la présidence de Gilles Fouchard, avocat à la cour et sénéchal de la juridiction d'Oudon, élisent quatre d'entre eux pour porter leurs doléances. Leur cahier de doléances fait état « d'une paroisse fertile en grains, possédant de belles prairies, un agréable vignoble et quelques landes peu étendues ». En 1791, le prieuré de Saint-Aubin est vendu comme bien national pour un montant de 14 600 francs.
Durant la Seconde Guerre mondiale, le pont de Champtoceaux, qui permet de franchir la Loire, constitue un objectif militaire. Il est une première fois endommagé par l'armée française en juin 1940 qui a tenté de le faire sauter pour freiner l'avance des Allemands mais ceux-ci parviennent à y rétablir la circulation dès octobre 1941. Les 20 juillet et 22 juillet 1944, le pont est visé par les bombardements alliés, ce qui provoque des dégâts jusqu'aux Folies Siffait au Cellier mais seule une pile s'effondre. Ce sont finalement les Allemands qui le font sauter le 8 août. Remplacé provisoirement par un pont Bailey, il n'est reconstruit qu'en 1976.

## Emblèmes

### Héraldique
| Blason | Blasonnement : De gueules à neuf besants d'or, 3, 3 et 3. Rappelle la devise des Malestroit « Maison pleine d'écus ne grince jamais ». Commentaires : Armes de la famille de Malestroit (en 1309). Blason (délibération municipale du 15 avril 1972) enregistré le 19 juillet 1972. |

#### Devise
La devise d'Oudon : Quoc Numerat Nummos Non Malestricta Donus (Maison riche d’écus ne grince jamais).

## Population et société

### Démographie
Selon le classement établi par l'Insee, Oudon fait partie de l'aire urbaine et de la zone d'emploi de Nantes et du bassin de vie d'Ancenis. Elle n'est intégrée dans aucune unité urbaine. Toujours selon l'Insee, en 2010, la répartition de la population sur le territoire de la commune était considérée comme « peu dense » : 100 % des habitants résidaient dans des zones « peu denses ».

#### Évolution démographique
L'évolution du nombre d'habitants est connue à travers les recensements de la population effectués dans la commune depuis 1793. Pour les communes de moins de 10 000 habitants, une enquête de recensement portant sur toute la population est réalisée tous les cinq ans, les populations de référence des années intermédiaires étant quant à elles estimées par interpolation ou extrapolation. Pour la commune, le premier recensement exhaustif entrant dans le cadre du nouveau dispositif a été réalisé en 2007.

En 2022, la commune comptait 3 915 habitants, en évolution de +4,04 % par rapport à 2016 (Loire-Atlantique : +6,68 %, France hors Mayotte : +2,11 %).
| 1793  | 1800  | 1806  | 1821  | 1831  | 1836  | 1841  | 1846  | 1851  |
| ----- | ----- | ----- | ----- | ----- | ----- | ----- | ----- | ----- |
| 1 492 | 1 552 | 1 530 | 1 621 | 1 616 | 1 602 | 1 680 | 1 768 | 1 889 |

| 1856  | 1861  | 1866  | 1872  | 1876  | 1881  | 1886  | 1891  | 1896  |
| ----- | ----- | ----- | ----- | ----- | ----- | ----- | ----- | ----- |
| 1 704 | 1 683 | 1 800 | 1 716 | 1 767 | 1 760 | 1 790 | 1 700 | 1 687 |

| 1901  | 1906  | 1911  | 1921  | 1926  | 1931  | 1936  | 1946  | 1954  |
| ----- | ----- | ----- | ----- | ----- | ----- | ----- | ----- | ----- |
| 1 677 | 1 664 | 1 664 | 1 387 | 1 375 | 1 356 | 1 296 | 1 346 | 1 358 |

| 1962  | 1968  | 1975  | 1982  | 1990  | 1999  | 2006  | 2007  | 2012  |
| ----- | ----- | ----- | ----- | ----- | ----- | ----- | ----- | ----- |
| 1 362 | 1 371 | 1 599 | 2 001 | 2 353 | 2 617 | 3 062 | 3 126 | 3 558 |

| 2017  | 2022  | - | - | - | - | - | - | - |
| ----- | ----- | - | - | - | - | - | - | - |
| 3 805 | 3 915 | - | - | - | - | - | - | - |

#### Pyramide des âges
La population de la commune est relativement jeune.
En 2018, le taux de personnes d'un âge inférieur à 30 ans s'élève à 36,3 %, soit en dessous de la moyenne départementale (37,3 %). À l'inverse, le taux de personnes d'âge supérieur à 60 ans est de 22,6 % la même année, alors qu'il est de 23,8 % au niveau départemental.
En 2018, la commune comptait 1 907 hommes pour 1 936 femmes, soit un taux de 50,38 % de femmes, légèrement inférieur au taux départemental (51,42 %).
Les pyramides des âges de la commune et du département s'établissent comme suit.
| Hommes | Classe d’âge | Femmes |
| ------ | ------------ | ------ |
| 0,5    | 90 ou +      | 1,5    |
| 5,4    | 75-89 ans    | 7,9    |
| 15,1   | 60-74 ans    | 14,6   |
| 21,1   | 45-59 ans    | 19,0   |
| 20,8   | 30-44 ans    | 21,4   |
| 13,7   | 15-29 ans    | 13,8   |
| 23,4   | 0-14 ans     | 21,8   |

| Hommes | Classe d’âge | Femmes |
| ------ | ------------ | ------ |
| 0,6    | 90 ou +      | 1,8    |
| 6      | 75-89 ans    | 8,6    |
| 15,1   | 60-74 ans    | 16,4   |
| 19,4   | 45-59 ans    | 18,8   |
| 20,1   | 30-44 ans    | 19,3   |
| 19,2   | 15-29 ans    | 17,4   |
| 19,5   | 0-14 ans     | 17,6   |

## Lieux et monuments

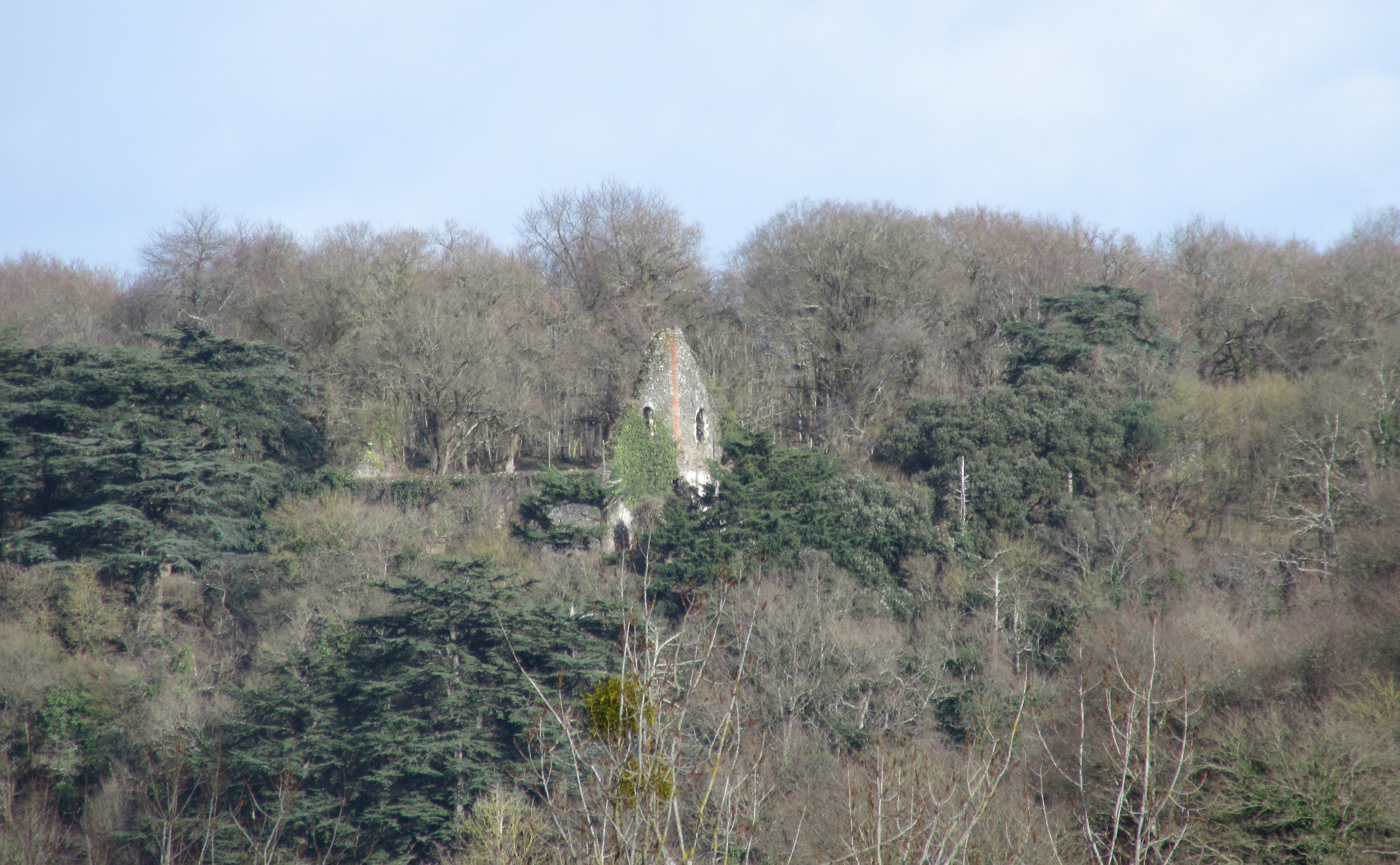
Ruines de Vieille Cour.

- Le menhir de la Pierre blanche, en quartz blanc, s'élève au milieu d'une vigne à proximité immédiate du lieu-dit du même nom.
- La tour d'Oudon est l'emblème de la commune et se situe au centre historique du bourg, sur la rive droite du Hâvre. Ce sont les vestiges du château médiéval reconstruit au XIVe siècle sur le site du premier datant du XIe siècle.
- Les ruines de Vieille Cour situées en amont du centre-ville sur une hauteur dominant le Hâvre correspondent aux vestiges d'une maison seigneuriale datée des XIIIe et XIVe siècles. La fondation de Vieille Cour semble très ancienne. Selon la carte de Cassini, une voie romaine reliant Angers et Nantes franchissait le Havre à proximité. Par la suite, le passage fut déplacé à l’embouchure de la rivière, où il est encore, lui enlevant de son intérêt stratégique. En 1392, Alain de Malestroit obtient du duc de Bretagne l’autorisation de fortifier le château d’Oudon, alors ruiné, à condition d’abattre celui de Vieille Cour, signant la fin de la vieille forteresse[25]. Le château est construit sur un coteau dominant la vallée du Havre et  entouré de fossés délimitant deux enceintes successives. On y distingue les vestiges d’une double porterie, des murs d’enceinte et de la grande salle seigneuriale datée du XIIIe siècle, entourée de bâtiments annexes[26],[27]. Ce site, une des très nombreuses propriétés de la famille de Bourbon-Condé jusqu'après la Révolution française[28], est racheté en 1907 par le comte Charles de Berthen de Pommery, châtelain de la Pilardière et maire d'Oudon de 1908 à 1945[28]. Il appartient aujourd'hui, en succession familiale, à la famille de Perier : Arnaud, Frédéric (†) et Antoine de Perier[29],[30] qui ont aussi créé l'Association Domaine de Vieille Cour Oudon[31].
- L'ancienne aumônerie ou léproserie, datée du XIIe siècle, placée sous la patronage de l'évêque saint Emerance, a été convertie en habitation privée. Le portail de l'ancienne chapelle, constitué d'un porche à colonnettes finement travaillées, linteau et trumeau typique du XVe siècle[13], est toutefois visible depuis la rue de la Loire.

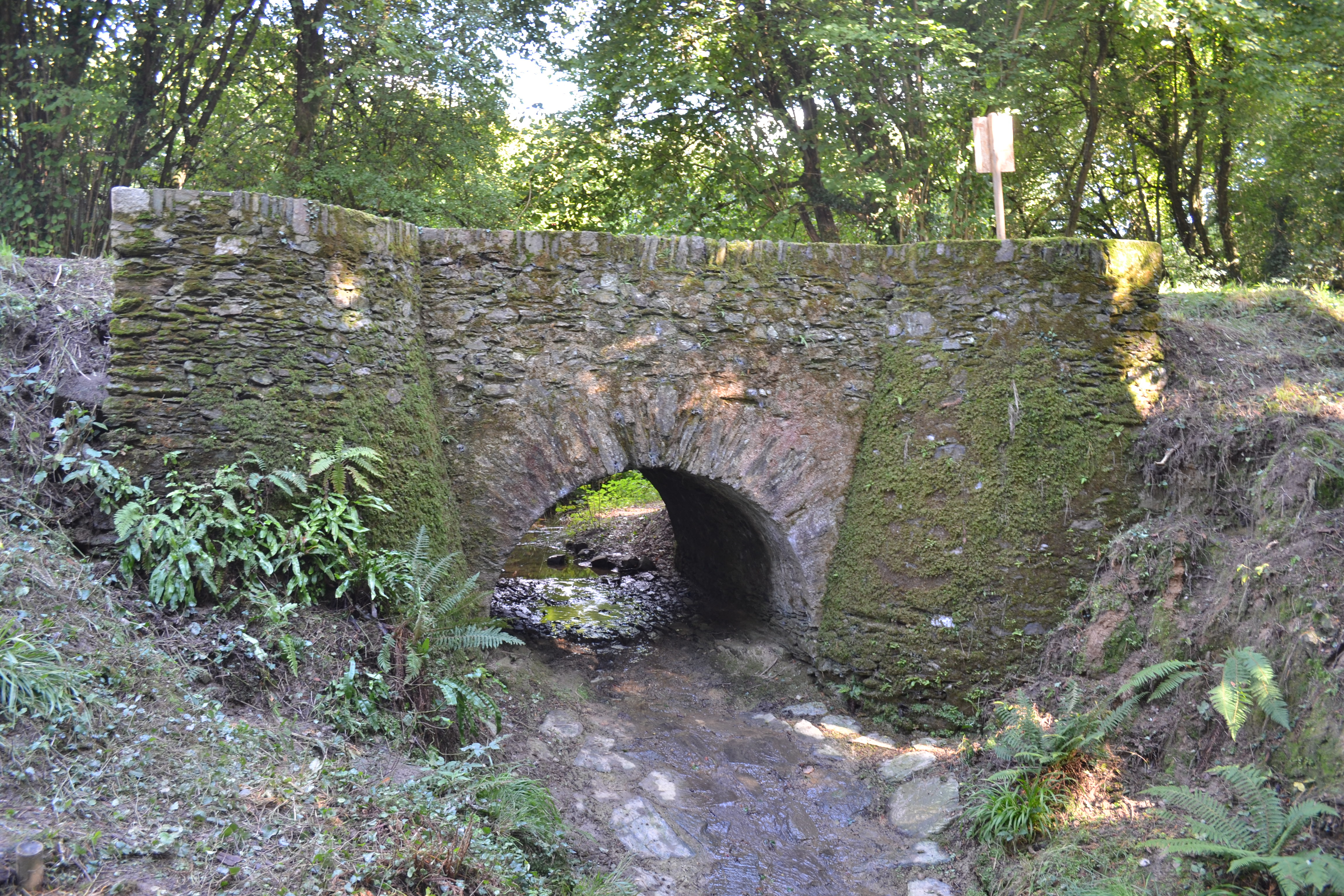
Pont des Hommes sans Tête.

- L'hospice Fouschard a été bâti grâce au legs d'Alphonse Fouschard sur l'emplacement de la maison du donateur[Note 13]. L'hospice, achevé en 1870, est géré par des religieuses jusqu'en 1971, tout en demeurant la propriété de la commune. L'hospice fonctionnait grâce aux revenus des fermages et à l'exploitation directe des anciennes propriétés du donateur[14]. Le bâtiment n'étant plus conforme aux normes sanitaires et, après la construction d'une nouvelle maison de retraite, achevée en juin 1992, les anciens bâtiments ont été réhabilités et accueillent désormais : des logements sociaux, la bibliothèque municipale (dans l'ancienne chapelle) et quelques commerces.
- La commune compte plusieurs vieilles demeures de caractère comme La Pilardière (domaine racheté par la commune en 2014), La Boulavière, la villa néo-classique d'Omblepied ( Classé MH (1997)[32]), Le Greffin, Le Buron, Le Tertre (ayant appartenu à Marie Guillon-Verne, la jeune sœur de Jules Verne[14]).
- Le château du Greffin, construit à la fin du XIXe siècle, est connu par les Oudonnais pour avoir été la Kommandantur lors de l'occupation allemande à partir de 1940. À cette époque, c'est "la maison d'été" de Lucie Riom. Lucie Riom Ruff (1875-1964), issue d’une famille de paysans et de ferblantiers originaire du Cantal, est la nièce d’Alfred Joseph Riom (1842-1908), industriel et homme politique français. Le Greffin est réquisitionné par les Allemands dès leur arrivée sur la commune en 1940. Lucie y avait placé des réfugiés au début du conflit. Il s'agissait d'une famille de la Meuse et une femme parisienne seule avec son jeune enfant. Les Allemands expulseront ces gens pour s'y installer et faire dormir les soldats. Dans son roman intitulé "Souvenirs d'une petite bourgeoise de la 3ème république", pages 325-336, Lucie Riom Ruff raconte la guerre tel qu’elle l'a vécue à Oudon et à Nantes[33].

## Tourisme
- De nombreux endroits de la commune offrent une vue sur la Loire, avec sur l'autre rive, le bourg de Champtoceaux. L'itinéraire La Loire à vélo traverse la commune.
- La vallée du Hâvre est aménagée sur les deux rives pour la promenade pédestre.
- Depuis 2005, la commune organise tous les deux ans (années impaires, la première quinzaine d'août) un symposium international de sculpture où des artistes français et étrangers réalisent leur œuvre en public. À l'issue du symposium, les sculptures sont acquises par la commune et viennent compléter la collection exposée en plein air dans le bourg. Début août 2015, 27 œuvres étaient déjà exposées.

## Personnalités liées
- Émile Decré (1897-1973), chef d'entreprise, mort à Oudon.
- Achille Clarac (1903-1999), diplomate, mort à Oudon.

## Jumelage
- Simmertal (Allemagne) (1988)
- Batheaston (Angleterre) (2005)

## Ferroviaire
La commune est desservie par le chemin de fer depuis 1851 (prolongement de la ligne Paris - Orléans). La commune a racheté le bâtiment de la gare en 1994 à la SNCF qui projetait de le démolir. Le trafic concerne désormais uniquement les passagers, seuls les trains TER Pays de la Loire s'y arrêtant régulièrement (liaison Nantes-Angers) ce qui met la commune à 20 minutes de Nantes et 40 minutes d'Angers.

## Galerie

Oudon vu de la Coindassière

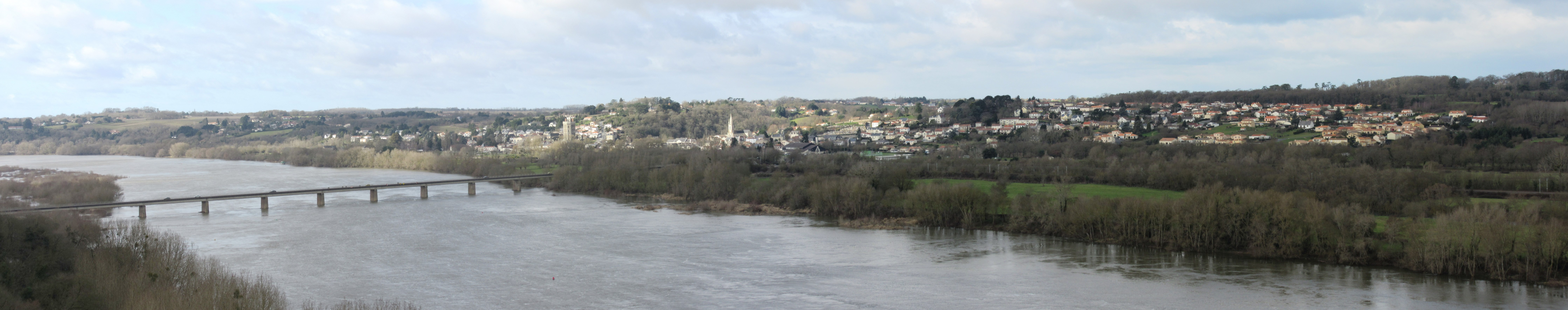
Oudon vu du Champalud